# Monty Brown
Montaque N. "Monty" Brown, eller Monty Brown, född 13 april 1970, en amerikansk pensionerad professionell fribrottare. I professionell brottning är han mest känd för sin tid med Total Nonstop Action Wrestling (TNA) där han brottades under sitt riktiga namn och med World Wrestling Entertainment (WWE), där han brottades på sitt ECW-märke under ringnamnet Marcus Cor Von.
Brown är mest känd för sitt otroliga vinst/förlustrekord. Han har varit med sen början av NWA:TNA. Han var en offensiv linebacker i NFL och har spelat två Super Bowls. Monty Brown är även känd för att ha otroliga "mic-skills".
Hans avslutningsmanöver är The Pounce (En tacklingsliknande manöver) och Alpha Bomb (En spiralbomb). Han är även en tidigare PTW (Prime Time Wrestling) Heavyweightmästare.
Från och med 2011 arbetade Brown som personlig tränare i Saginaw i sin hemstat Michigan.